# Epiphragma collessi
Epiphragma collessi là một loài ruồi trong họ Limoniidae. Chúng phân bố ở miền Australasia.